# Safran
Safran este un mare grup industrial și tehnologic francez, prezent la nivel internațional în domeniile aeronauticii, spațiului și apărării. A fost creată în 2005 în timpul fuziunii dintre Snecma⁠(d) și Sagem⁠(d). Este listat în CAC 40 din septembrie 2011.
Afacerile sale sunt proiectarea și producția de motoare de avioane, elicoptere și rachete, echipamente aeronautice și apărare.
În urma absorbției Zodiac Aerospace⁠(d) în 2018, grupul avea peste 81.000 de angajați la sfârșitul lunii septembrie 2020.